# ВЛ80
ВЛ80 (Володимир Ленін) — вантажний магістральний електровоз змінного струму з осьовою формулою 2(20−20).
Електровози ВЛ80 усіх індексів (ВЛ80К, ВЛ80С, ВЛ80Т, ВЛ80СК, ВЛ80Р, ВЛ80ТК) будувалися Новочеркаським електровозобудівним заводом з 1961 до 1995 року. Механічну частину, тягові двигуни, допоміжні електромашини завод виробляв самостійно. Деякі важливі складові надходили з інших заводів: тяговий трансформатор, головний вимикач.
З середини 1960-х ВЛ80 став основним вантажним локомотивом залізниць Радянського Союзу на лініях змінного струму. Це наймасовіша серія у модельному ряді Новочеркаського заводу серед локомотивів змінного струму.

## Загальна інформація
Електровоз має 8 тягових електродвигунів постійного пульсуючого струму марки НБ-418. Послідовно тяговим двигунам встановлений згладжуючий реактор[що це?], який зменшує пульсації струму.
Регулювання потужності електровоза відбувається за рахунок перемикання вторинних обмоток тягового трансформатора. Ці перемикання виконує головний контролер (ЕКГ-8Д, ЕКГ-8Ж у залежності від індексу), який керується контролером машиніста.
Головний вал контролера машиніста має такі положення:
- БВ — швидке відключення струму (нефіксоване)
- 0 — нульове положення
- АВ — автоматичне відключення
- РВ — ручне відключення
- ФВ — фіксація відключення
- ФП — фіксація пуску
- РП — ручний пуск
- АП — автоматичний пуск (нефіксоване)

## Електричні машини ВЛ80

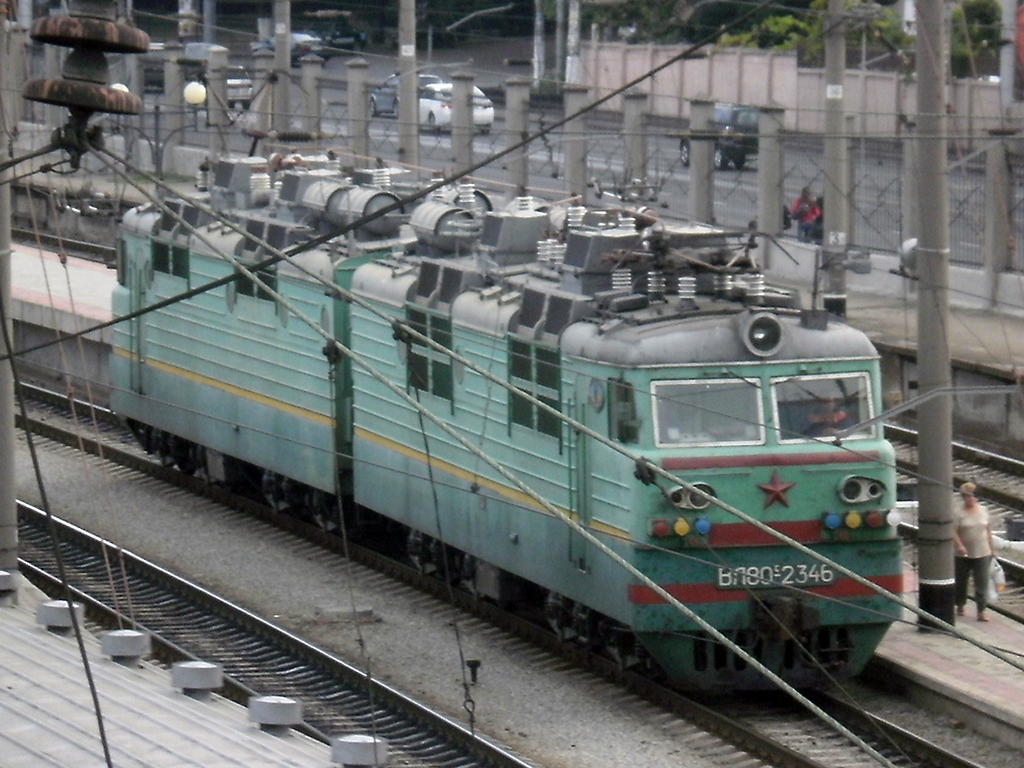
ВЛ80с в Одесі

Електровоз розрахований для роботи на змінному струмі частотою 50Гц номінальною напругою 25000В. Для захисту силових кіл встановлений головний вимикач типу ВОВ-25-4М.
Як допоміжні електричні машини на електротязі встановлені асинхронні трифазні електродвигуни змінного струму (окрім двигуна, який обертає вал групового перемикача ЕКГ-8). Під допоміжними машинами слід розуміти електродвигуни, які обертають вал компресора, вентилятори охолодження, вали насосу мастила тощо.
Для перетворення однофазного струму, який електровоз отримує з контактної мережі у трифазний і живлення ним допоміжних електричних машин, встановлений фазорозщиплювач марки НБ-455А (на старих модифікаціях НБ-455 з генератором струму керування на одному валу). Фазорозщиплювач отримує живлення від обмотки власних потреб тягового трансформатору.
Фазорозщиплювач на електровозі ВЛ80 діє наступним чином. Ця машина являє собою асинхронний електродвигун і одночасно асинхронний генератор. Фазорозщиплювач (далі ФР) має три обмотки: дві «двигунні» та одну «генераторну».
Двигунні обмотки розташовані у просторі машини таким чином, що вони створюють при живленні їх змінним струмом пульсуюче магнітне поле. Проте пульсуючого магнітного поля для тощо, щоб асинхронна машина почала самостійно обертатися недостатньо. Тому під час пуску генераторну обмотку застосовують для пуску фазорозщиплювача. Її підключають до обмотки власних потреб, при цьому послідовно підключають резистор (або реактивний опір). Генераторна обмотка розташована у просторі машини таким чином, що при отримуванні живлення із зсувом фази (або при послідовно підключеному резисторі магнітний потік буде меншим) на ротор машини діє обертове магнітне поле, потужності якого достатньо, щоб ротор розкрутити до потрібних обертів (таких, щоб була можливість його обертання пульсуючим магнітним потоком) на холостому ході.
Оберти ФР контролює обертове реле типу РО-33. При наборі ротору ФР близько 1450 обертів реле відключає генераторну обмотку від обмотки власних потреб і відключає послідовно їй опір. Надалі ротор ФР обертається тільки під дією пульсуючого магнітного потоку, який створюють дві «двигунні» обмотки.
Першою фазою є відповідно фаза обмотки трансформатору власних потреб, другою фазою є «нуль» обмотки власних потреб (її потенціал розглядається як друга фаза), а третю фазу дає генераторна обмотка, яка виробляє струм від магнітного потоку ротора. Таким чином на електровозі ВЛ80 отримується трифазний струм. Обмотка власних потреб на холостому ході дає приблизно 420В, тому при навантаженні ФР трифазний струм має фазну напругу порядку 380В.
Для живлення кіл керування напругою 50В на старих моделях встановлений генератор постійного струму керування, якір якого обертається від фазорозщиплювача, на наступних моделях встановлений статичний перетворювач ТРПШ, що отримує живлення від обмотки власних потреб і перетворює струм на постійний напругою 50В.
Для захисту допоміжних електричних машин від перевантажень на електровозі застосовані теплові реле ТРТ, які вимкнуть їх контактор.
Для нормальної роботи електровоза у зимній період встановлений підігрів мастила у картері компресора, мастила редуктора головного контролера, спускних кранів а також бачка з водою у санвузлі для локомотивних бригад.
Є можливість роботи електровоза на напрузі нижче 19000В (при пошкодженні тягової підстанції і живлення контактної мережі сусідніми підстанціями).

## Основні електричні апарати ВЛ80
- Головний вимикач — призначений для захисту силових кіл від струму перевантаження та короткого замикання, службового розриву силових кіл від струмознімача
- Тяговий трансформатор — призначений для зниження напруги, що отримує від контактної мережі до напруги, які потрібні для потреб електровозу. Це в першу чергу змінний струм напругою до 1230В для тягових електродвигунів та порядку 406В для ФР.
- Вторинна обмотка трансформатору секційована (поділена на секції) [докладніше читайте про пуск електровозу]
- Головний контролер ЕКГ-8 — груповий перемикач, який переключає секції вторинної обмотки тягового трансформатора у відповідному порядку для зміни напруги на тягових двигунах.
- Перехідний реактор — індуктивність, що призначена для обмеження вирівнюючих струмів при переключенні вторинних обмоток головним контролером (у протилежному випадку без обмеження струмів при переключенні вторинні обмотки погорять від струму короткого замикання).
- Згладжчуючий реактор — індуктивність, яка встановлена послідовно перед тяговими електродвигунами і призначена для згладжування пульсацій постійного струму для покращення роботи тягових двигунів.

Однією з переваг електровозу є те, що тягові двигуни і їх кола не «бояться» пробивання на корпус. Справа в тому, що заземлена первинна обмотка тягового трансформатору, а вторинна обмотка і відповідно силові кола двигунів під'єднані між собою без замикання на землю.